# Gunnar Stensland
Gunnar Stensland (Ålgård, 11 gennaio 1922 – 24 novembre 2011) è stato un allenatore di calcio e calciatore norvegese, di ruolo centrocampista.

## Carriera

### Giocatore

#### Club
Stensland giocò nell'Ålgård e si trasferì poi al Viking. Con quest'ultima squadra, vinse la Coppa di Norvegia 1947, grazie al successo in finale contro lo Skeid.
Passò poi ai francesi del Nancy.

### Allenatore
Allenò il Viking dal 1951 al 1952. Ricoprì poi questo incarico anche all'Ålgård e allo Stålkameratene.